# 池原信遂
池原 信遂（いけはら のぶと、1976年7月22日 - ）は、日本の元プロボクサー、現審判員。元日本バンタム級チャンピオン。富山県下新川郡入善町出身。富山県立入善高等学校卒。大阪帝拳所属。

## 来歴
辰吉丈一郎に憧れ高校卒業後大阪に出て、ボクシングを始め、ダイヤモンドホープと呼ばれた。
1998年5月19日、2RKOでデビュー戦を飾る。
2000年12月16日、全日本新人王決定戦で堅田剛を6R判定で破り10連勝で全日本新人王となった。
2001年1月、結婚。
2003年6月29日、玉越強平に敗れ連勝が17でストップ。引退も考えるが10か月後に復帰。
2006年1月15日、元WBC世界フライ級王者・ABCOスーパーフライ級王者メッドグン・3Kバッテリー（タイ）を3RTKOで下し、世界ランキング上位へ。
2006年6月11日、サーシャ・バクティンが返上し空位の日本バンタム級王座を鳥海純と争いチャンピオンとなった。名門大阪帝拳にとって辰吉以来の日本タイトルを獲得。
2006年7月24日、世界戦挑戦のため防衛せずにタイトルの返上を行う。
2006年12月30日、ダオルーク・スーンキラノイナイと世界前哨戦を行い勝利。
2007年5月5日、福島学に3-0の判定勝ち。
2008年1月10日、WBA世界バンタム級王者ウラジミール・シドレンコに挑戦。12R判定で敗れ戴冠ならず。同日にはWBC世界バンタム級タイトルマッチ長谷川穂積対シモーネ・マルドロットも行われ、ダブルタイトルマッチ戦であった。
2008年7月6日、サバイバルマッチを三谷将之と行い、6R負傷判定で0-3で敗れる。
2009年11月22日、日本バンタム級王者大場浩平に挑戦。9回2分58秒TKOで敗れ、王座復帰は果たせなかった。この試合を最後に現役を引退した。
2013年2月、審判員資格を取得。3月24日、住吉区民センターでの興行で審判デビュー。
2019年10月1日、大阪府立体育会館で行われたWBA世界ライトフライ級スーパー王者の京口紘人と挑戦者で同級1位の久田哲也による世界タイトルマッチで初めて世界戦のジャッジを務めた。
2020年11月6日、後楽園ホールでのWBO世界フライ級王座決定戦：ジーメル・マグラモ（同級1位・フィリピン）×中谷潤人（同級3位・M.Tボクシングジム）にて、世界戦のレフェリーを担当した。